# Camponotus abjectus
Camponotus abjectus är en myrart som beskrevs av Santschi 1937. Camponotus abjectus ingår i släktet hästmyror, och familjen myror. Inga underarter finns listade.